# Vertrag von Nemours
Der Vertrag von Nemours wurde am 7. Juli 1585 zwischen dem französischen König Heinrich III. und der französischen Katholischen Liga, vertreten durch den Herzog Henri I. de Lorraine, duc de Guise, geschlossen. Der König erkannte darin die Liga an, widerrief alle bisherigen Toleranzedikte in Glaubensfragen und verpflichtete sich, alle Hugenotten außer Landes zu verweisen. Die protestantische Seite griff daraufhin zu den Waffen und der achte Hugenottenkrieg brach sich Bahn.